# Cryptotis
Cryptotis là một chi động vật có vú trong họ Chuột chù, bộ Soricomorpha. Chi này được Pomel miêu tả năm 1848. Loài điển hình của chi này là Sorex cinereus Bachman, 1837 (= Sorex parvus Say, 1823).

## Các loài
Chi này gồm các loài: